# Monastir (Italia)
Monastir (en sardo: Muristènis) es un municipio de Italia de 4.496 habitantes en la provincia de Cerdeña del Sur, región de Cerdeña. Está situado a 20 km al noroeste de Cagliari.
El nombre del poblado proviene del catalán monestir (monasterio). El territorio del municipio ya fue ocupado en el año 6.000 a. C.

## Evolución demográfica
| Gráfica de evolución demográfica de Monastir entre 1861 y 2001 |
|                                                                |
| Fuente ISTAT - Elaboración gráfica de Wikipedia                |